# ماتو ستانكوفيتش
ماتو ستانكوفيتش (بالكرواتية: Mato Stanković)‏ هو لاعب كرة الصالات ‏ ومدرب كرة قدم ولاعب كرة قدم كرواتي، ولد في 28 سبتمبر 1970 في دوبروفنيك في كرواتيا. لعب مع FC Split Tommy ‏.